# Olga de Dios
Olga de Dios és una autora i il·lustradora madrilenya de literatura infantil que, des de 2006, treballa com professional en l'entorn de disseny gràfic i la il·lustració. Es formà com il·lustradora a la "Escuela de Arte número diez" (Madrid) i com arquitecta a la "Escuela Técnica de Arquitectura de Madrid" i a la "KU Leuven" (Bèlgica). En 2013 guanyà el Premi Apila Primera Impresión i, després d'això, publicà el seu primer conte infantil Monstruo Rosa. No va ser fins a 2014 quan va començar a dedicar-se a crear llibres a temps complet. Olga de Dios treballa com creadora de continguts per a la infància col·laborant amb diferents editorials, ONG's i altres professionals del sector. Tal com expressa la mateixa autora, el seu treball se centra en la transmissió de valors solidaris i la divulgació d'alguns temes sobre els quals s'hauria de generar més referents per la infància. Temes com la diversitat afectivo-sexual, la igualtat de gènere i l'acceptació d'identitats són alguns dels temes preocupants per a l'autora i sobre els quals treballa. A 2015 començà a publicar les seves obres sota llicència "Creative Commons CC BY-NC-SA" per tal de poder distribuir-les i compartir-les de manera lliure. Olga de Dios és partidaria del moviment de cultura lliure, de manera que es poden descarregar els seus llibres des de la seva pàgina web, de la mateixa manera que també es poden comprar les seves obres de tapa dura a través de les editorials o llibreries.
Les seves publicacions com autora i il·lustradora són:
- Rana de Tres Ojos Apila ediciones, 2017
- Leotolda, Silonia, 2016
- En familia. La Casa Encendida, 2015.
- Pájaro Amarillo. Apila Ediciones, 2015
- BUSCAR. Nube Ocho Ediciones, 2014.
- Monstruo Rosa Apila Ediciones, 2013.

Les seves obres com il·lustradora són:
- Érase una vez un mundo mejor]. Grupo Planeta, 2016
- Ataques de… Col·lecció Barco de Vapor. Sèrie Blanca. Editorial SM, 2015 Escrit per Alejandro Fárnandez de las Peñas. Il·lustrat per Olga de Dios.
- Cuentos clásicos para chicas modernas  Noguer. Grupo Planeta, 2013 Escrit per Lucía Etxebarría y Allegra R. Il·lustrat por Olga de Dios.

Les seves col·laboracions són:
- Jhh #05. Fanzine autoeditado, 2015
- Monster Box. Slanted Publisher, 2014
- Lluvia estúpida. Fanzine autoeditado, 2014
- Jhh #04. Fanzine autoeditado, 2014
- Altruistic Colouring Book. Altruistickers, 2013
- Jhh #03. Fanzine autoeditado, 2013